# 杏咲望
杏咲 望（あんさき のぞみ、1995年7月4日 - ）は、日本のAV女優。プライムエージェンシー所属。
趣味:野球観戦。

## 略歴・人物
東京都出身。2014年1月、ビデオメーカーのプレステージ専属女優としてAVデビュー。

## 出演作品

### アダルトDVD
2014年
- 新人 プレステージ専属デビュー 杏咲望（1月21日、プレステージ）※デビュー作
- 一泊二日、美少女完全予約制。第二章 〜杏咲望の場合〜（2月21日、プレステージ）
- 新・絶対的美少女、お貸しします。 ACT.18（3月11日、プレステージ）
- NEW TOKYO流儀 05（4月11日、プレステージ）
- 美しいお嬢様の卑猥なる飼育（5月13日、プレステージ）
- 縛りラボ 2（6月11日、プレステージ）
- わたしを48時間自由にしてください…（8月13日、オーロラプロジェクト）
- 国民的アイドル M-girls 2 誘惑超絶大乱交4時間スペシャル 〜トップアイドル目指して酒池肉林のSEX接待〜（8月13日、MOODYZ）共演:川村まや、湊莉久、紺野ひかる、篠田ゆう、夏海いく、永瀬里美、彩城ゆりな、乙葉ななせ、松元れいか、保坂えり、友田彩也香、竹内真琴、若菜みなみ
- 素人学生さんに早漏改善のお手伝いしてもらっちゃいました（8月21日、AKNR）他出演:かおり、なぎさ、かりん、まなみ、はるか、みか
- 24時のシンデレラ 2（8月22日、ONEz）
- PC遠隔操作の罠 知らぬ間に「レイプ願望の女」にされた私を弄び、突き立てる男の人たち…（9月13日、オーロラ・プロジェクト）
- エロ過ぎギャルハメ体験記 10 ゆるふわ天使系ギャルをデートに連れ出し、あの手この手でお洒落な服を一枚ずつ脱がせて小悪魔な本性を暴く完全素人ドキュメント!（9月26日、ONE DA FULL）
- 制服女子校生と中出し乱交 〜2学期〜（10月1日、ZUKKON/BAKKON）共演:葉山こころ、鈴森かのん、川村まや、茜あずさ、阿部乃みく
- 弟を溺愛する姉の異常性交（10月3日、sister）
- 過激すぎるド素人娘 4時間スペシャル 19（10月10日、S級素人）他出演:篠田あゆみ、長瀬ひかり、松山千草、海野空詩
- 洗脳パーティー 〜身も心も蹂躙され、性奴隷へと造り変えられてゆく女子大生〜（10月13日、オーロラ・プロジェクト）
- 網タイツを穿いた美脚お姉さんのありえない超絶脚コキで抜いてもらってる僕（10月17日、SEX Agent）他出演:佳苗るか、椎名茉友、西野ななみ、山口かおり、月美弥生、楓ゆうか、住田みく ほか
- 女子アナが大潮吹き（10月23日、ROCKET）他出演:颯希真衣、宮本菜々花
- 美少女性交 ドキュメント。 媚薬と 優等生と 生中出し 仮名) のぞみ（10月24日、ONE DA FULL）
- 危険日直撃訪問!　子作り性教育 〜絶倫先生が教え子の家に家庭訪問して生中出しセックス実習〜（11月8日、Mr.michiru）他出演:高山えみり、小澤ゆうき、相原れの、真鍋まゆ、滝沢かのん
- 人妻愛人契約（11月14日、S級素人）他出演:篠田あゆみ、Ray ほか
- kira★kira SPECIAL 公衆便所逆レイプ －サンドイッチ逆3P強制中出し－（11月19日、kira☆kira）共演:保坂えり 他出演:川村まや、乙葉ななせ、友田彩也香、松元れいか
- デニスカ尻コキ（11月21日、SEX Agent）他出演:茜あずさ、新堂れな、川菜美鈴、椎名茉友、夏海いく、田中ゆき、松本ほのか
- 素人騙し撮り Vol.29 脱がし屋 美人限定（11月25日、ONE GENERATION）
- 大音量でAVを流した僕を注意しにきた隣の奥さんに「僕、童貞なので素股だけでもお願いします」と頼み込んだら騎乗位で優しく抜いてくれた!（12月2日、MAGIC）他出演:浜崎真緒 ほか
- 本気で感じるディルドオナニー Vol.2（12月5日、虎堂）他出演:みおり舞、新山かえで、生駒はるな、白咲碧
- 美人OLは意外とヤレる!?残業中かなり激しいオナニーをする美人OLに思い切ってチ○ポ見せたら…。（12月5日、OFFICE K'S）他出演:伊藤りな、生駒はるな
- 完全主観 パンチラ見てたら挑発オナニーしてきたエロ女たち（12月5日、OFFICE K'S）他出演:伊藤りな、藤嶋唯、宮野ゆかな、桜木郁、生駒はるな
- 癒らし。 VOL.101（12月19日、アウダースジャパン）
- 「このオンナ、最上級。 Deluxe」 DX #13 Nozomi（12月19日、ONEz）
- プレイあってのコスプレだョ（12月26日、BALTAN）

### イメージDVD
- 初裸 61（2013年12月12日、グラッツコーポレーション）